# Tsunami de Groenlandia de 2017
El terremoto y tsunami de Groenlandia fue un tsunami ocurrido en la costa oeste de Groenlandia el 17 de junio de 2017, llegando a arrasar once viviendas, dejando dos heridos graves, otros nueve heridos leves y cuatro desaparecidos.
El terremoto producido un día anterior al norte del círculo polar ártico, en Uummannaq, de magnitud 4.1 (posiblemente 4.4) en la escala de Richter, fue el causante del tsunami. Un total de 11 casas de Nuugaatsiaq, la aldea más afectada, fueron desplazadas por la corriente. Fueron evacuados 78 de los 101 habitantes de la zona.
El tsunami llegó hasta el pueblo de Illorsuit.
La investigadora superior del Servicio Geológico de Dinamarca y Groenlandia (GEUS), Trine Dahl Jensen, aseguró a Aftenposten que es anormal que se registren terremotos en Groenlandia.